# نادي الوحدات (كرة سلة)
نادي الوحدات الرياضي لكرةالسلة هو نادي كرة سلة الأردن مقره عمان .   تنافسوا آخر مرة في الدوري الأردني الممتاز لكرة السلة ، وهو أعلى مستوى لكرة السلة الأردنية. 

## اللاعبون

### القائمة
ملاحظة: تُشير الأعلام إلى أهلية الفريق الوطني في الأحداث التي يعترف بها الاتحاد الدولي لكرة السلة. قد يَحمل اللاعبون جنسية غير مَعروضة، وهي من غير الاتحاد الدولي لكرة السلة.

## الأوسمة

### المحلية
- الدوري الأردني الممتاز لكرة السلة [4]
  - الفائزون (2): 2019، 2021–22

## انظر ايضا
نادي الوحدات

## روابط خارجية
- الموقع الرسمي
- الملف الشخصي للفريق في Asia-basket.com